# Ridan
Ridan là một chi thực vật có hoa trong họ Cúc (Asteraceae).

## Loài
Chi Ridan gồm các loài: